# Tools in the Dryer
Tools in the Dryer es un álbum recopilatorio de la banda americana Lambchop, lanzado en 2001 por Merge Records. Contiene varias rarezas de la carrera de la banda, desde sus primeros demos hasta actuaciones en vivo.

## Lista de canciones
1. "Nine"
2. "Whitey"
3. "Cigaretiquette"
4. "Miss Prissy"
5. "The Petrified Florist"
6. "Each with a Bag of Fries"
7. "All over the World"
8. "Flowers of Memory"
9. "Scared Out of My Shoes"
10. "Style Monkeys"
11. "The Militant" (Mark Robinson Remix)
12. "Up with People" (Zero 7 Reprise Remix)
13. "Give Me Your Love" (Doppelganger Remix)
14. "Love TKO"
15. "Or Thousands of Prizes"
16. "Moody Fucker"